# Mindscape (película)
Mindscape es una película español-estadounidense de género thriller psicológico del año 2013. Se trata de la ópera prima del director Jorge Dorado, cortometrajista nominado al Premios Goya con La guerra y ayudante de Pedro Almodóvar y de Guillermo del Toro, y el debut de la productora Ombra Films, fundada por el cineasta catalán Jaume Collet-Serra y con la participación de Antena 3 Films, Canal + y Televisió de Catalunya.
La historia gira alrededor de un hombre con la capacidad de entrar en las memorias de las personas, Mark Strong (Zero Dark Thirty, Kick-Ass, Sherlock Holmes), al cual su jefe, Brian Cox (Troya, El caso Bourne), le propondrá encargarse de averiguar la verdad acerca del caso de una adolescente problemática, Taissa Farmiga (American Horror Story). El director de fotografía es Óscar Faura (El orfanato, Lo imposible), y Lucas Vidal (Fast & Furious 6), el encargado de componer la música. La película tuvo su estreno mundial en la 46 edición del Festival de Sitges siendo un éxito en crítica, y Warner Bros anunció su estreno para el 24 de enero de 2014 en España.

## Sinopsis
La cinta se centra en una unidad especial de detectives capaces de introducirse en los recuerdos de la gente para resolver casos complicados. John Washington (Mark Strong), es uno de ellos, aunque después de un suceso personal traumático ha dejado de ejercer la profesión. Ahora, para intentar pasar página decide volver al trabajo. Su jefe (Brian Cox) le encarga un caso en apariencia sencillo, el de una adolescente brillante (Taissa Farmiga) con problemas que está en huelga de hambre. A partir del momento en el que se interne en la cabeza de la chica, comenzará un peligroso juego de manipulación en el que John tendrá que determinar si ella es una sociópata o víctima de un trauma.

## Reparto
- Taissa Farmiga como Anna Greene.
- Mark Strong como John Washington.
- Brian Cox como Sebastian.
- Noah Taylor como Peter Lundgren.
- Alberto Ammann como Tom Ortega.
- Julio Perillán como Rockford.
- Hovik Keuchkerian como Barman (personaje eliminado en el montaje final).

## Producción
A finales de 2010 el propio cineasta catalán Jaume Collet-Serra (La casa de cera, La huérfana, Sin identidad) anunció que se iniciaba como productor al ser cofundador junto a Juan Solá con la idea de apadrinar a jóvenes directores españoles en EE. UU. centrándose por el momento en thrillers psicológicos y género de terror. "Tenemos ahora dos proyectos que estamos desarrollando desde cero. Cogemos el concepto, el guionista y luego el director. Hay otros en los que el director es además el guionista. Según declaraciones de Collet-Serra "La idea es hacer uno o dos filmes por año, apadrinar a jóvenes directores españoles en películas de bajo presupuesto, en inglés y de género: thrillers, terror, fantástico (...) Hay mucho talento en España, y muy poca industria". En 2011 la compañía anunciaba que había firmado un acuerdo de financiación y distribución con la compañía francesa StudioCanal. Según declaraciones posteriores de Sola a la agencia EFE, el acuerdo compromete a la empresa del grupo Canal+ a ofrecer apoyo económico a la productora a cambio de tener prioridad para desarrollar los proyectos de la misma El presidente de la compañía aseguró que su intención es que Ombra Films tenga "identidad propia" y no sea la productora de los "proyectos que Jaume dirige", aunque sí participará en las películas que pueda hacer Collet-Serra con los estudios de Hollywood si el proyecto es suyo. El presidente de Ombra Films también confirmó la intención de la compañía de convertirse en la llave que abra las puertas de Hollywood a realizadores españoles, sin descartar colaboraciones con cineastas iberoamericanos. "Es algo que estamos pensando, porque los hay con mucho talento. España tiene para nosotros la ventaja de que conocemos bien el mercado y las ayudas al cine. Es una fórmula fantástica. Esperamos que los incentivos se mantengan y crezcan".
En 2011 se anunció el primer proyecto de la compañía y cuyo rodaje estaba previsto que se iniciara ese mismo año dirigido por el novel Jorge Dorado en su debut como realizador de un largometraje, cortometrajista nominado al Premios Goya con "La guerra" y ayudante de Pedro Almodóvar y Guillermo del Toro. "Mindscape" así mismo se grabaría en España, en inglés, con el guion de Guy Holmes y su argumento versará sobre la capacidad de un hombre para leer la mente y su misión de averiguar si una adolescente es una psicópata, una víctima de un trauma o ambas cosas. Desde Ombra Films se anunció que se esperaba empezar el rodaje antes de final de año. "Collet-Serra, quien tiene la última palabra para dar luz verde a los proyectos, trabajó con Dorado y Holmes durante 4 o 5 meses para desarrollar el guion de 'Mindscape', aunque no tiene previsto supervisar la filmación.", según comentó Sola Cuando se le preguntó acerca del proyecto en una entrevista, Dorado explicó: "Llevaba varios años moviendo proyectos en España y siempre se me frustraban todos en el momento de la financiación. Decidí que como era muy complicado que un productor confiara en un director novel lo mejor era complicar más las cosas. Hice las maletas y me fui a probar suerte a Los Ángeles. Allí, casualmente, todo fue más “sencillo” Peter Safran tras ver mis cortometrajes quiso representarme y de un día para otro estaba teniendo reuniones en Dreamworks, Fox, Warner… Fue el propio Peter y el por entonces su ayudante, Tom Drumm, quienes me ofrecieron el guion. Unos meses después Jaume se interesó por el proyecto y decidió entrar en la producción.
En octubre de 2012 se anunció que el rodaje comenzaría en breves en. Peter Safran (Buried) y la empresa española Antena 3 Films actuarían también como productores, en asociación con Roxbury Pictures y con la participación de Canal + y Televisió de Catalunya. En cuanto al film Dorado explicó que no quería que "Mindscape" recordara a otras películas en las que se indaga en la mente de forma fantástica como Inception, Minority Report, The Cell o 'La gran huida' y que fue por ello por lo que decidió ver todas esas películas para huir de todas esas referencias. "Tenía miedo de seguir la senda de lo que ya estaba hecho, quería algo distinto". Confiesa que se quiso acercar a películas como El silencio de los corderos, El sexto sentido, La zona muerta, Arlington Road o, Lolita (película de 1962) pero, sobre todo, a los códigos del cine negro clásico. "Quería que la película tuviera ese toque de cine negro con el detective, la femme fatale que, en este filme tiene ciertas reminiscencias a Lolita, porque tenía mucho miedo de que 'Minscape' se quedara en algo anecdótico, es decir, un detective que posee un poder y una historieta de una niña tonta, así que jugué con los hilos del cine negro, algo que no figuraba en el guion, para conseguir que el relato tuviera más relevancia". De esta manera, con los elementos del cine negro mezclados con toques fantásticos, consigue realizar un thriller psicológico solvente que incide en el funcionamiento de la mente humana ya que lo que más le fascina a Dorado es "ahondar en el cerebro, en la memoria y cómo uno no se puede fiar de lo que recuerda".

### Reparto
En mayo de 2011 Solá indicó en una entrevista que la película estaría protagonizada por Ivana Baquero ('El laberinto del Fauno'), y que Dorado se iba a reunir en Londres con quien se esperaba que acompalara a Baquero como cabeza de cartel, un intérprete aún sin concretar pero que será alguien que "todo el mundo conoce". A mediados de 2012 se anunció a la protagonista, Taissa Farmiga, hermana pequeña de la actriz Vera Farmiga y conocida en el momento por su papel de Violet en American Horror Story y Sam en The Bling Ring de Sofia Coppola. Los elegidos para acompañarla serían Mark Strong (Zero Dark Thirty, Linterna Verde, Kick-Ass, Sherlock Holmes) y Brian Cox (Manhunter, Troya, El caso Bourne). Durante la presentación en el Festival de Sitges Strong dijo que trabajó para que su personaje no fuera bidireccional: "De hecho, se pasa toda la película haciendo un viaje para conocerse a sí mismo, y cuando encuentra a Anna ambos descubren que se necesitan entre ellos". Los ensayos que hicieron previamente en Barcelona sirvieron, añade Strong, para "contribuir a que se desarrollara el juego entre el investigador y la niña". Farmiga reveló que aceptó el proyecto de Dorado porque le interesó "la película, el guion y el personaje que tenía que interpretar, una chica complicada pero con muchos registros". En 2013 se le preguntó a Dorado acerca de la sustitución de la actriz española Ivana Baquero por Farmiga: "En todas las producciones se barajan siempre muchos nombres. Ivana es una actriz excelente que tiene un grandísimo futuro por delante. La elección de Taissa vino determinada tras confirmar la presencia de Mark Strong, todos pensamos que hacían una pareja artística excelente y poco esperada".

### Rodaje
El rodaje comenzó en octubre de 2012 en Barcelona (entre ellos, los platós del antiguo hospital del Tórax, de Tarrasa), en Francia (Dordogne) y Canadá (Montreal). El director de fotografía sería Óscar Faura, conocido principalmente por su trabajo en  El orfanato, Spanish Movie, Los ojos de Julia y Lo imposible.
 En abril de 2013 Film Music Reporter anunció que Lucas Vidal, conocido por su trabajo en Fast & Furious 6, sería el encargado de componer la música. En 2013 Dorado comentó durante una entrevista que Collet-Serra jugó el papel de mentor en la producción, "ejerció como productor creativo, algo muy poco habitual en España. Me ha ayudado mucho en la elaboración de guion, dando notas muy concretas como la necesidad de desarrollar ciertos puntos de la trama, acabar antes el primer acto o dónde poner los giros de guion, así que, al final, era como el comodín de la llamada. En el rodaje me dio total libertad y me dijo que 'Mindscape' era mi película, que si me equivocaba, me equivocaba yo y que si acertaba, acertaba yo. Fue como un aprendizaje". Del rodaje Dorado comentó: "Trabajar con actores de esta talla como Strong, Farmiga y Cox es un regalo para cualquier director. Con ellos no existe toma mala. Decidí rodar la película en 35mm porque sabía que iba a repetir muy poco. Los tres, cada uno con su método, llegan a los ensayos con casi todo el trabajo hecho. Mi función como director es darles los detalles que desconocen y guiarlos cuando se desvían de mis intenciones con la escena".

### Distribución
StudioCanal es la encargada de distribuir la película en el Reino Unido, Francia y Alemania, y también se ocupa de las ventas internacionales mientras que Warner Bros la distribuye en España. En agosto, Warner publicó el primer póster oficial de la película, el cartel definitivo se presentó en octubre de 2013 pocos días antes del Festival de Cine de Sitges. El primer tráiler de la película se publicó el 3 de octubre de 2013. El tráiler inglés apareció el 28 de octubre de 2013. A finales de noviembre de 2013 se diseñó un póster internacional para mostrarlo en la American Film Market con vistas a sus ventas internacionales.

## Lanzamiento
'Mindscape' se estrenó en el Festival de Cine de Sitges en 2013. La película se estrenó en cines el 24 de enero de 2014 en España distribuida por Warner Bros.